# Wereldkampioenschappen rodelen 2021
De wereldkampioenschappen rodelen 2021 werden gehouden van 29 tot en met 31 januari 2021 op de Kunsteisbahn Königssee in het Duitse Schönau am Königssee. Oorspronkelijk stond dit toernooi gepland in Whistler (Canada), vanwege de coronapandemie werd het verplaatst naar het Duitse Schönau am Königssee.

## Wedstrijdschema
| Datum      | Tijd  | Onderdeel |
| ---------- | ----- | --------- |
| 29 januari | 12:45 | Sprint    |
| 30 januari | 09:30 | Dubbels   |
| 30 januari | 12:30 | Mannen    |
| 29 januari | 10:00 | Vrouwen   |
| 29 januari | 13:30 | Team      |

## Medailles
| Onderdeel      | Goud                                                                   | Goud     | Zilver                                                           | Zilver   | Brons                                                              | Brons    |
| -------------- | ---------------------------------------------------------------------- | -------- | ---------------------------------------------------------------- | -------- | ------------------------------------------------------------------ | -------- |
| Mannen enkel   | Roman Repilov Russische rodelbond                                      | 1.37,810 | Felix Loch Duitsland                                             | 1.37,872 | David Gleirscher Oostenrijk                                        | 1.38,027 |
| Mannen sprint  | Nico Gleirscher Oostenrijk                                             | 38,375   | Semjon Pavlitsjenko Russische rodelbond                          | 38,416   | David Gleirscher Oostenrijk                                        | 38,417   |
| Vrouwen enkel  | Julia Taubitz Duitsland                                                | 1.41,132 | Natalie Geisenberger Duitsland                                   | 1.41,447 | Dajana Eitberger Duitsland                                         | 1.41,604 |
| Vrouwen sprint | Julia Taubitz Duitsland                                                | 39,101   | Anna Berreiter Duitsland                                         | 39,112   | Dajana Eitberger Duitsland                                         | 39,300   |
| Dubbel         | Toni Eggert Sascha Benecken Duitsland                                  | 1.39,931 | Tobias Wendl Tobias Arlt Duitsland                               | 1.40,086 | Andris Šics Juris Šics Letland                                     | 1.40,591 |
| Dubbel sprint  | Tobias Wendl Tobias Arlt Duitsland                                     | 39,126   | Andris Šics Juris Šics Letland                                   | 39,140   | Toni Eggert Sascha Benecken Duitsland                              | 39,161   |
| Team           | Oostenrijk Madeleine Egle David Gleirscher Thomas Steu & Lorenz Koller | 2.43,139 | Duitsland Julia Taubitz Felix Loch Toni Eggert & Sascha Benecken | 2.43,177 | Letland Kendija Aparjode Artūrs Dārznieks Andris Šics & Juris Šics | 2.43,571 |

### Medaillespiegel
| Plaats | Land                | Goud | Zilver | Brons | Totaal |
| 1      | Duitsland           | 4    | 5      | 3     | 12     |
| 2      | Oostenrijk          | 2    | 0      | 2     | 4      |
| 3      | Russische rodelbond | 1    | 1      | 0     | 2      |
| 4      | Letland             | 0    | 1      | 2     | 3      |
| Totaal | Totaal              | 7    | 7      | 7     | 21     |

1955 ·
1957 ·
1958 ·
1959 ·
1960 ·
1961 ·
1962 ·
1963 ·
1965 ·
1967 ·
1969 ·
1970 ·
1971 ·
1973 ·
1974 ·
1975 ·
1977 ·
1978 ·
1979 ·
1981 ·
1983 ·
1985 ·
1987 ·
1989 ·
1990 ·
1991 ·
1993 ·
1995 ·
1996 ·
1997 ·
1999 ·
2000 ·
2001 ·
2003 ·
2004 ·
2005 ·
2007 ·
2008 ·
2009 ·
2011 ·
2012 ·
2013 ·
2015 ·
2016 ·
2017 ·
2019 ·
2020 ·
2021 ·
2023 ·
2024 ·
2025 
Lijst van wereldkampioenen rodelen